# Henri Hurskainen
Henri Hurskainen, född 13 september 1986 i Emmaboda, är en svensk badmintonspelare i Uppsala KFUM Badmintonklubb. I 2012 års badminton-EM blev han överraskande finalist, men förlorade mot tyske Marc Zwiebler i två raka set.
Hurskainen deltog i OS i London 2012 men efter två raka förluster i gruppspelet kunde han inte kvalificera sig till avancemang. I Hurskainens pool fanns guatemalanen Kevin Cordon (rankad 38:a) och den brittiske hemmaspelaren Rajiv Ouseph (rankad 25:a, seedad 15:e).